# Pomoná

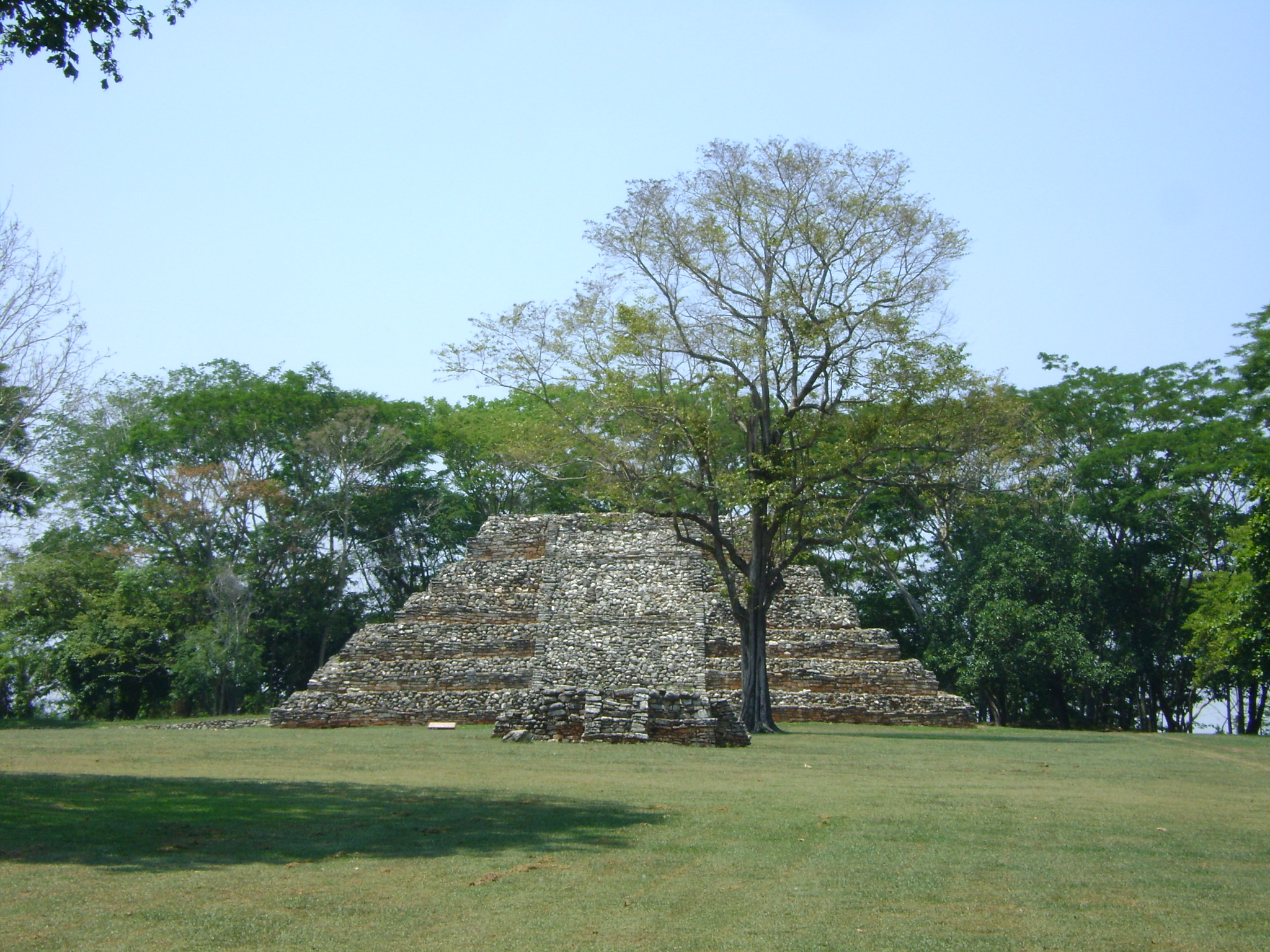
Pomona – Hauptpyramide

Pomoná ist eine kleine Ruinenstätte der Maya im mexikanischen Bundesstaat Tabasco, rund 16,5 km westlich der Kleinstadt Tenosique de Pino Suárez, im Bereich des Río Usumacinta. Die ersten intensiveren Untersuchungen erfolgten in den 1960er Jahren durch Heinrich Berlin, nach 1986 wurden Ausgrabungen und Restaurierungen vorgenommen und ein kleines Museum errichtet.

## Geschichte

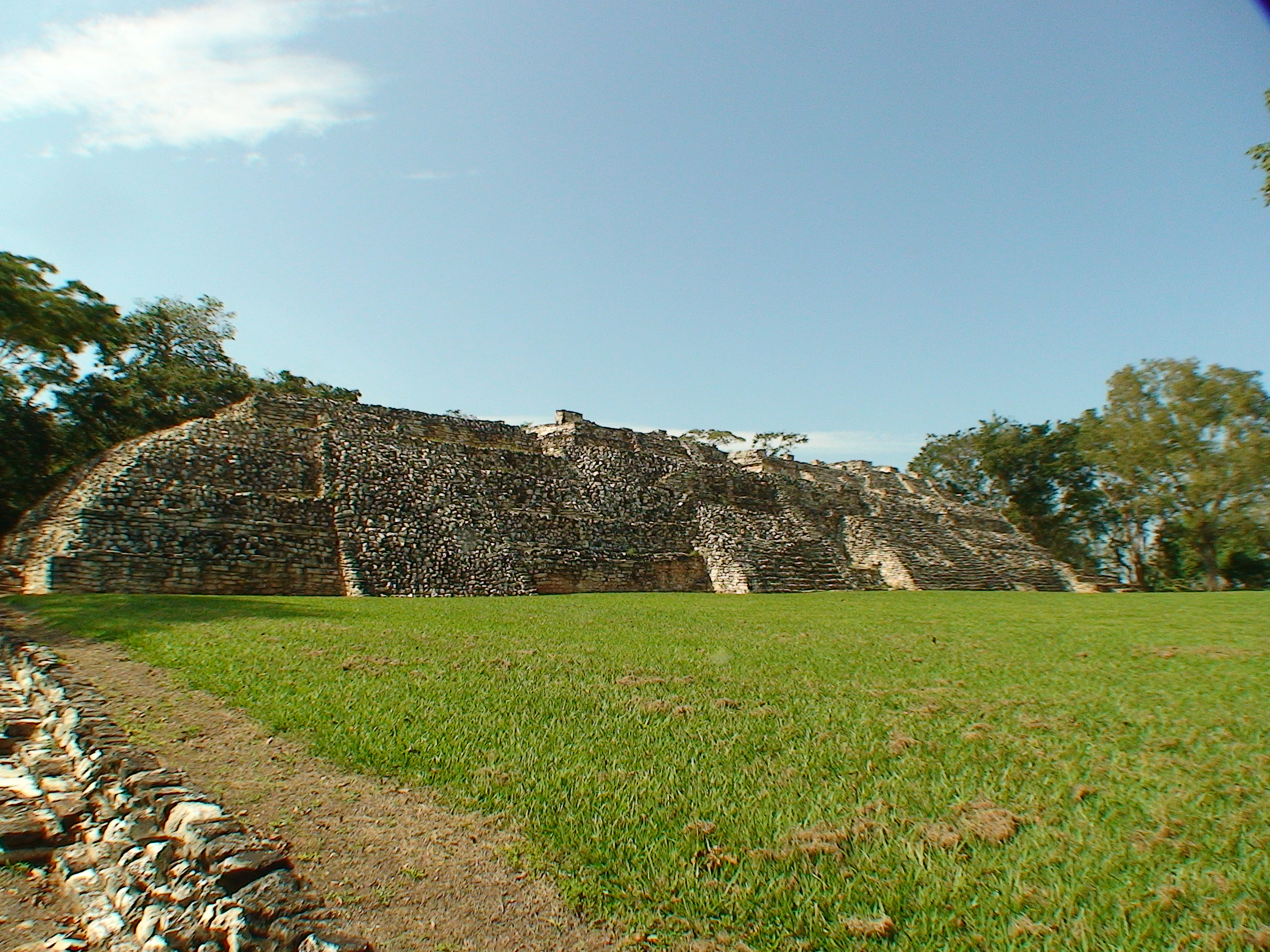
Gebäude am Westrand der Plaza

Hieroglypheninschriften in Pomoná und Orten der Umgebung vermelden kriegerische Auseinandersetzungen mit Palenque in den Jahren 659 und 663, die zur Gefangennahme von Adligen aus Pomoná führten. Auch in dem, den Usumacinta aufwärts gelegenen Piedras Negras, wird von Siegen über Pomoná in den Jahren 792 und 794 berichtet. 
In den Steininschriften wird Pomoná unter dem, vermutlich eine größere Region bezeichnenden, Namen Pipa, genannt, in anderen Inschriften auch als Pakab oder Pakabu, was auf den nahegelegenen und aus Pomoná gut sichtbaren Durchbruch des Río Usumacinta durch eine Bergkette (heute: Boca del Río) hinzuweisen scheint.

## Archäologische Stätte

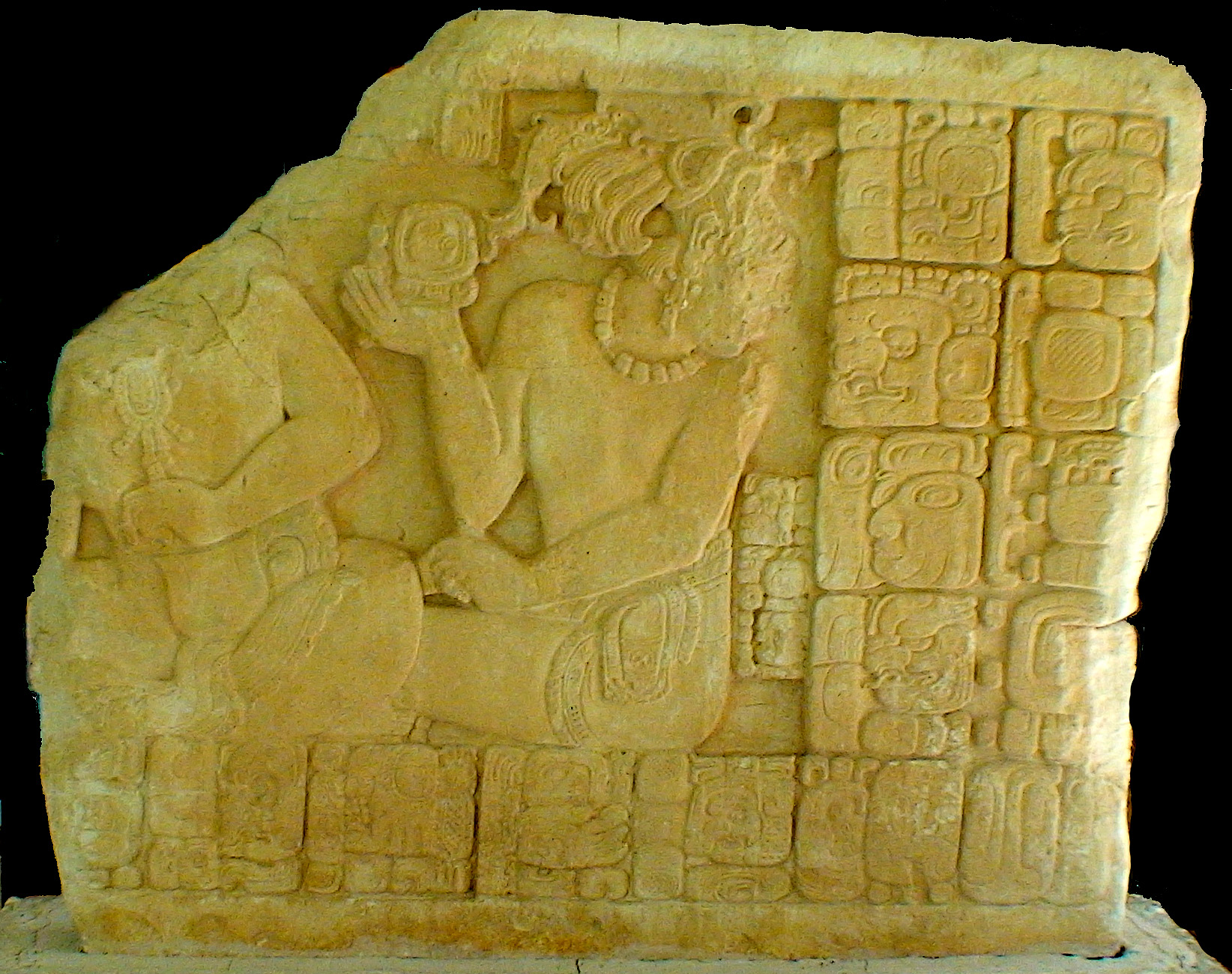
Steinplatte aus Gebäude 4

Das Zentrum von Pomoná, das auf einer langgestreckten Hügelkuppe liegt, wird von einer großen Plaza eingenommen, die an drei Seiten von pyramidenartigen Gebäuden eingerahmt wird. Insbesondere auf den hohen Pyramidensockeln am westlichen Rand der Plaza stehen Bauten (bezeichnet als Gebäude 4 bis 7), die in ihrer Raumgliederung an das Vorbild Palenque erinnern. Ähnlich wie in dieser Stadt sind bei dem nördlichsten Bauwerk (Gebäude 4) auch skulptierte, monolithische Treppenwangen vorhanden (am Gebäude sind Kopien angebracht), deren Bildmotive durch die mehrfache Verwendung einer geflochtenen Matte (pop) auf eine Funktion im administrativ-repräsentativen Bereich hinweist. Ebenfalls wie in Palenque befand sich an der inneren Rückwand des Gebäudes eine große, allerdings nur teilweise erhaltene Kalksteinplatte mit der bildlichen Darstellung eines Herrschers und längerer Inschrift (heute im Museum). Das steinerne Baumaterial stammt aus einer Entfernung von rund 10 km.
Auf der gegenüber liegenden Seite der Plaza befinden sich mehrere niedrige Plattformen, auf denen Bauten aus Holz gestanden haben.
Zu Pomoná werden auch noch fünf weitere Baugruppen gerechnet, die auf benachbarten Erhöhungen liegen, aber bisher nicht ergraben wurden.

## Museum
Das kleine Museum bei der Ausgrabungsstätte präsentiert zahlreiche Fundstücke (Stelen; Keramik) aus der ehemaligen Maya-Siedlung. Hinzu kommen Bildtafeln mit weiteren Informationen. 